# Jerker Örjans
Jerker Ruben Örjans, född 22 juni 1939 i Mariehamn, är en finländsk skribent och industriman.
Örjans blev diplomingenjör 1966. Han var 1971–1978 verksam som industriledare i Zambia och 1979–1985 verkställande direktör för Kumlinge Frys Ab. Han har skrivit de maritimhistoriska böckerna Storbåten förr och nu (1985, ny utökad utgåva 2006), Galeasen Albanus (1989) och Med folk och fisk över Ålands hav (1997), samtliga tillsammans med etnologen Per-Ove Högnäs. Tillsammans med Håkan Skogsjö författade han även skeppsmonografin Boken om Pommern (2003) och år 2007 skrev han Sigyn – ett lyckosamt skepp, i anledning av fartygets 120-årsjubileum. År 1999 utgav han det personhistoriska uppslagsverket Vem är vem på Åland.